# Frøya, Trøndelag
Frøya là đô thị trong hạt Trøndelag, Na Uy. Nó là một phần của khu vực Fosen và nó bao gồm các đảo nằm ở phía bắc Frøya của Hitra, cũng như hàng ngàn hòn đảo nhỏ khác xung quanh các hòn đảo của Frøya. Làng Sistranda là trung tâm hành chính của Frøya. làng khác bao gồm Hammarvika, Titran, Sula, và Mausund. Hòn đảo chính của Frøya được kết nối với láng giềng Hitra (và cuối cùng đất liền của Na Uy) bằng đường hầm Frøya chạy theo Frøyfjorden.